# 계비 울라나라씨 (숭덕제)
청 태종 계비 울라나라씨는 호륜국주 나치불루의 후예이고, 부얀의 동생 울라패륵 보크도의 딸이다. 청 태종 홍타이지의 복진이고, 후대의 기록에선 청 태종 계비로 쓰여있다. 홍타이지의 계실로 여겨진다.

## 생애
명 만력 35년 (1607년), 아버지 보크도와 형제 슈서는 건주와의 오갈암 전투에서 다이샨에게 참살당했다. 나라씨가 울라부의 패전으로 그 후 홍타이지의 처가 되었는지는 알 수 없다. 만력 37년 (1609년) 3월 13일, 나라씨가 홍타이지의 장남 숙무친왕 후거를 낳았다. 만력 39년 (1611년) 홍타이지의 차남 로거를 낳았다. 천명 6년 (1621년) 3월 12일, 나라씨가 홍타이지의 장녀 오한고륜공주를 낳았고, 오한고륜공주는 몽골 아오한부 군왕 반디와 결혼하였다. 나라씨가 언제 사망했는지는 분명치 않으나, 아마 천명 11년 (1626년) 8월에 홍타이지가 칸의 자리를 계승하기 전에 이미 사망했을 것이며 아무런 추봉도 없을 것이다.
천명 8년 (1623년), 누르하치는 팔각전에서 그의 누이 첨하공주와 여러 여자를 불러모으고, 차르거이의 매제인 후거의 어머니를 거론하며 아버지 집으로 돌아가던 중, 예인상을 타고 누르하치와 적출 어린 숙부이자 동생인 아지거의 문을 지나갔다. 이 일로 누르하치가 업신여겼다고 생각하였고, 홍타이지는 그녀를 버렸다. 홍타이지에게 버림받은 복진은 울라나라씨가 아니다. 울라나라씨의 아버지 울라패륵 보커도와 보커도의 아들 슈서는 이미 만력 35년 오갈암 전투에서 누르차히의 차남 다이샨에 의해 참살당했다. 차르거이는 니오후루씨의 셋째 오빠이다.